# Kronjuwelen
Als Kronjuwelen bezeichnet man die Sammlung besonders wertvoller Schmuck- und Kunstgegenstände eines Königshauses, zu denen als Kern die Insignien (insbesondere Krone, Zepter, Schwert, Reichsapfel) gehören. Bedeutende Sammlungen sind:
- die böhmischen Kronjuwelen
- die brasilianischen Kronjuwelen
- die britischen Kronjuwelen
- die dänischen Kronjuwelen
- die französischen Kronjuwelen
- die griechischen Kronjuwelen
- die iranischen Kronjuwelen
- die irischen Kronjuwelen
- die niederländischen Kronjuwelen
- die norwegischen Kronjuwelen
- die Kronjuwelen der Kaiser von Österreich
- die polnischen Kronjuwelen
- die portugiesischen Kronjuwelen
- die preußischen Kronjuwelen
- die Reichskleinodien des Heiligen Römischen Reiches
- die rumänischen Kronjuwelen
- die russischen Kronjuwelen
- die schottischen Kronjuwelen
- die schwedischen Kronjuwelen
- die serbischen Kronjuwelen
- die ungarischen Kronjuwelen

Die japanischen Throninsignien sind mit Kronjuwelen der westlichen Welt vergleichbar.

## Trivia
Scherzhaft spricht man in Japan seit der Nachkriegszeit auch von den „drei neuen Kronjuwelen“, wenn von verschiedenen Symbolen des gestiegenen Lebensstandards die Rede ist.
Der Begriff Kronjuwelen wird manchenorts mehr oder weniger scherzhaft auch als Bezeichnung für die Hoden verwendet.